# Àrea de Seguretat Conjunta

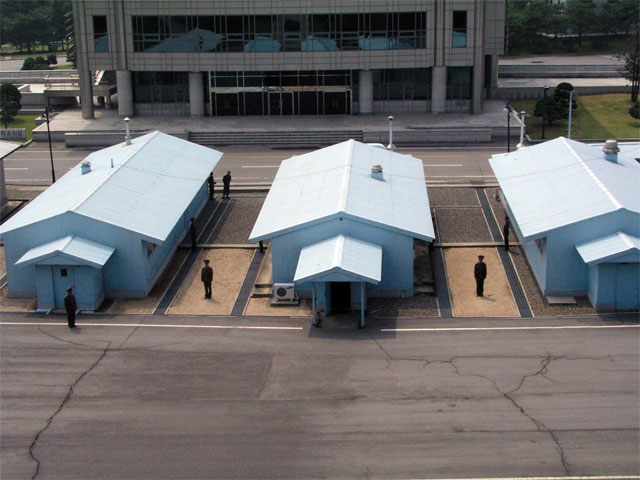
Les instal·lacions vistes des del Nord

L'Àrea de Seguretat Conjunta o Àrea de Seguretat Compartida (també coneguda per la seva denominació en anglès Joint Security Area o les seves inicials JSA) és l'únic sector de la zona desmilitaritzada de Corea (ZDC) on les forces militars d'ambdós països, Corea del Nord i Corea del Sud, tenen contacte directe. Des de la seva creació la JSA és utilitzada perquè les dues Corees mantinguin contactes diplomàtics, i fins al març de 1991 també va ser l'emplaçament de les negociacions militars entre el Comandament de les Nacions Unides i Corea del Nord. L'àrea de seguretat compartida està situada a les coordenades 37° 57′ 21″ N, 126° 40′ 36″ E / 37.95583°N,126.67667°E als terrenys de l'antiga població de Panmunjeom.

## Història
La vila original de Panmunjeom, abans de la Guerra de Corea, abastava una àrea més gran que les actuals instal·lacions militars de l'àrea de seguretat compartida i estava format principalment per granges i terrenys de cultiu. Les instal·lacions creades després, van ser situades a uns 800 metres al sud d'on s'assentava Panmunjeom. La proximitat a aquesta antiga vila és la raó per la qual s'acostuma a confondre l'àrea de seguretat compartida amb el topònim Panmunjeom. Aquesta vila ja no existeix, ja que va ser destruïda durant la Guerra, tot i que actualment, al mateix lloc on abans se situava, ara s'aixeca el Museu de la Pau de Corea del Nord.
Corea del Nord no permet que s'edifiquin nous habitatges al seu sector de la zona desmilitaritzada, la vila no va ser reconstruïda, però el seu nom segueix utilitzant-se per referir-se a l'àrea de seguretat compartida. El nom de Panmunjom va guanyar notorietat després de la signatura de l'Armistici que va posar fi a les hostilitats durant força anys. Els generals Nam Il i Harrison van signar el document el 27 de juliol de 1953 a un improvisat pavelló ubicat a Panmunjom. Posteriorment, el general nord-americà i comandant en cap del Comandament de les Nacions Unides Mark Wayne Clark va ratificar el document de l'acord de l'Armistici en una cerimònia separada celebrada a Munsán, aproximadament 18 quilòmetres al sud de la zona desmilitaritzada, mentre que el mariscal nord-coreà i Comandant Suprem de l'Exèrcit Popular de Corea Kim Il-Sung, acompanyat del comandant xinès Peng Teh-Huai van fer el mateix en una altra cerimònia separada que feta a Kaesong, uns 10 quilòmetres al nord de la ZDC.
L'àrea de seguretat compartida ha estat el lloc de nombrosos esdeveniments des de la seva creació el 1953, començant per la repatriació de presoners de guerra després de la fi de les hostilitats, utilitzant el pont conegut com a pont de no retorn, situat a la vora de la JSA. La notorietat que va aconseguir el JSA l'han portat a guanyar-se el sobrenom de "el poble de la treva" donat per la premsa internacional, i informalment per mitjans especialitzats. La JSA ha estat utilitzada també com a rerefons de la pel·lícula sud-coreana del Joint Security Area del 2000 feta pel sud-coreà Park Chan-wook.